# Patinação sobre rodas nos Jogos Olímpicos de Verão da Juventude de 2018
As competições de patinação sobre rodas nos Jogos Olímpicos de Verão da Juventude de 2018 ocorreram entre 7 e 8 de outubro em um total de dois eventos. As competições aconteceram no Paseo de la Costa em Buenos Aires, Argentina.
Foi a primeira aparição do esporte em qualquer espécie de um evento olímpico, com provas combinadas no masculino e feminino da patinação de velocidade.

## Calendário
| Outubro               | 6 | 7 | 8 | 9 | 10 | 11 | 12 | 13 | 14 | 15 | 16 | 17 | 18 |
| --------------------- | - | - | - | - | -- | -- | -- | -- | -- | -- | -- | -- | -- |
| Patinação sobre rodas |   |   | 2 |   |    |    |    |    |    |    |    |    |    |

|  | Dia de competição |  | Dia de final |

## Medalhistas
| Evento                       | Ouro                        | Prata                        | Bronze                               |
| ---------------------------- | --------------------------- | ---------------------------- | ------------------------------------ |
| Combinado masculino detalhes | Jhony Angulo COL Colômbia   | Vincenzo Maiorca ITA Itália  | Merijn Scheperkamp NED Países Baixos |
| Combinado feminino detalhes  | Gabriela Rueda COL Colômbia | Honorine Barrault FRA França | Giorgia Valanzano ITA Itália         |

## Quadro de medalhas
| Ordem | País              | Medalha de ouro | Medalha de prata | Medalha de bronze |   |
| ----- | ----------------- | --------------- | ---------------- | ----------------- | - |
| 1     | COL Colômbia      | 2               |                  |                   | 2 |
| 2     | ITA Itália        |                 | 1                | 1                 | 2 |
| 3     | FRA França        |                 | 1                |                   | 1 |
| 4     | NED Países Baixos |                 |                  | 1                 | 1 |
| TOTAL | TOTAL             | 2               | 2                | 2                 | 6 |